# Jean Gaston Darboux
Jean Gaston Darboux (Nîmes, 1842. augusztus 14. – Párizs, 1917. február 23.) francia matematikus.

## Tanulmányai
Darboux a Nîmes-i, majd a montpellier-i gimnáziumban tanult, 1861-ben a híres École Polytechnique, később az École normale supérieure hallgatója. Már diákként megmutatkozott tehetsége a matematikában, első tudományos cikke még a École Normale Supérieure hallgatójaként jelent meg.
Darboux tanulmányozta Gabriel Lamé, Charles Dupin és Pierre-Ossian Bonnet munkásságát a felületek ortogonális rendszerei témakörben, és általánosította Ernst Eduard Kummer eredményeit, létrehozva egy rendszert, melyet egyetlen egyenlet definiált. Érdekesség, hogy eredményeit 1864. augusztus 1-jén jelentette be a Tudományos Akadémiának, s ugyanezen a napon Théodore Moutard szintén bejelentette, hogy felfedezte ugyanezt a rendszert. Eredményeit az „Ortogonális felületekről” című munkájában is taglalja, melyért 1866-ban kiérdemelte a doktori címet.

## Oktatói tevékenysége
1866-67-ben a Collège de France-ban, majd 1867–1872-ig a Nagy Lajos Gimnáziumban tanított, majd 1872-ben az École normale supérieure-be hívták oktatónak, mely állást egészen 1881-ig töltötte be. 1873 és 1878 között a Sorbonne-on Joseph Liouville, majd 1878-tól a felsőbb geometria tanszéken Michel Chasles helyettese, akinek 1880-ban bekövetkezett halála után a tanszék vezetője lett egészen haláláig. 1889–1903-ig a Természettudományi Kar dékánja.

## Jelentősége
Fontos eredményeket ért el a differenciálgeometria, és az analízis terén. Manapság a nevéről leginkább a Darboux-integrál jut eszünkbe, melyet a másodrendű differenciálegyenletekről írt munkájában vezetett be 1870-ben. 1875-ben alkalmazta látásmódját a Riemann-integrálra.
1887–96 között négy könyvet jelentetett meg az infinitesimal geometry (végtelenül kicsi geometria) témakörében.

## Kitüntetései
Több mint 100 tudományos egyesület választotta tagjául, a londoni Royal Society tagjai közé is beválasztották 1902-ben, 1916-ban a Royal Society Sylvester érdemérmét is elnyerte. 1884-ben a Francia Természettudományi Akadémia tagja lett, majd ennek titkára 1900-tól. 1902-től a Magyar Tudományos Akadémia tagja.